# カイオワ郡 (コロラド州)
カイオワ郡（カイオワぐん、英: Kiowa County）は、アメリカ合衆国コロラド州の東部に位置する郡である。2010年国勢調査での人口は1,398人であり、2000年の1,622人から13.8％減少した。郡庁所在地はイーズ（人口609人）であり、同郡で人口最大の町でもある。郡名はカイオワ族インディアンに因んで名付けられた。

## 歴史

### サンドクリークの虐殺
コロラド州が州に昇格する10年以上前、さらにカイオワ郡が設立される時からは遥か前である1864年11月29日、サンドクリークでインディアンの老人、女子供の集団に対する虐殺が起こった。この事件は当初敵対的インディアンに対するコロラド戦争での勝利として歓迎されたが、数ヶ月のうちに連邦議会の審問によって真実が暴かれ、全国的なスキャンダルとなった。この事件は現在のカイオワ郡の中で起きており、サンドクリークの虐殺と呼ばれている。
当時のコロラド準州知事ジョン・エバンスは事件に関わったことで解任され、アメリカ軍を指揮していたジョン・チヴィントン大佐はアメリカ合衆国議会によって問責され、残りの人生もこの醜聞が付いて回ることになった。エバンスは初期のデンバーの町の建設にかなり重要な役割を果たすことになり、チヴィントンも幾らかは貢献したが、エバンスが今日でも評価されているのに対し、チヴィントンの評判は酷評されたままである。
2005年、アメリカ合衆国国立公園局が事件現場の土地を取得して、サンドクリークの虐殺国立歴史史跡を指定することになったが、現在も公園のような施設は造られていない。その現場と認められている所に銘板が1つあるきりだが、この石の銘板も間違った場所にあるとされている。

### 1880年代の鉄道と農業
1880年代後半、コロラド州東部は農業を志す者達多くの関心を集めたが、まだこの乾燥した地帯で長期の農業が持続できると考えてはいなかった。鉄道は平原の西部を進み、コロラド・ゴールドラッシュの間にロッキー山脈の金鉱原を目指していた。1887年、ミズーリ・パシフィック鉄道がカンザス州から、その後カイオワ郡となる場所に入ってきた。

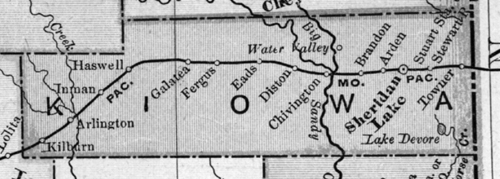
郡が設立された後、1898年のカイオワ郡、鉄道が中央を東西に走っている

鉄道建設労働者のため、幾つかの小さなキャンプがカンザス州との州境に設定され、シェリダンレイクの町ができた後、鉄道線に沿った新しい町とキャンプは頭文字の "A" から始まって、西に向かうに連れてアルファベット順に名前が付けられていった（左図参照）。
アーデン、ブランドン、チヴィントン、ディストン、イーズ、ファーガス、ガラテア、ハスウェル、インマン、ジョリエット、キルバーンと名付けられたキャンプが次から次に現れ、その幾つかは町に発展し、また他の場所は開発者の目には儚い夢に映った。チヴィントンは鉄道の主要な給水所とすることが目され、60室、1万ドルの「クラウンジュエル」ホテルが建設された。しかし、水のアルカリ性が強くて使えず、列車はカンザス州内で補給されることになった。ホテルは間もなく解体され、その建材はコロラド州の別の場所に運ばれて別の施設に使われた。このようなことは19世紀後半のコロラド州で、俄かにブームを呼んだ町が直ぐに廃れて行く時によく起こっていたことだった。
カイオワ郡は1889年に設立され、郡名は、ヨーロッパ人が地域に入ってくる以前にコロラド州東部に住んでいたカイオワ族インディアンに因んで名付けられた。郡庁所在地はシェリダンレイクに設定されたが、当初、鉄道の停車駅ではなかった。地元住人が鉄道駅を建設してミズーリ・パシフィック鉄道に移管し、さらに電報局が建設された後で、シェリダンレイクは停車駅になった。郡庁所在地は1902年にイーズに移された。

### 今日のカイオワ郡

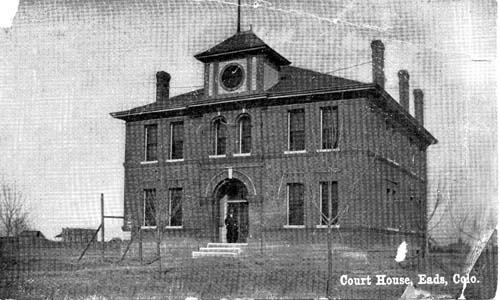
1903年にイーズに建設されたカイオワ郡庁舎

コロラド州東部の農業は1930年代にダストボウルが発生して壊滅的な打撃を受け、今日では大半が乾燥農業と幾らかの牧畜業が残っている。コロラド州のフロント山脈沿いの諸都市と上流側の農地が地域内利水権の大半を取得し、地下水路は干上がっている。カイオワ郡は水資源の枯渇と経済的衰退に直面している。
郡内の土地の大半を1880年代以前の草原とプレーリーに戻す案が検討されている。
今日、昔の鉄道線に沿ったイーズの街だけがそこそこの町としての形態を留めている。イーズは郡庁所在地として、残っている農地や牧場のために機能し、郡内では最大の高校が運営されている。シェリダンレイクには中高一貫教育校があり、その他に幾らか町らしいのはタウナー、アーリントン、ブランドン、チヴィントンおよびハスウェルだけである。

## 地理
アメリカ合衆国国勢調査局に拠れば、郡域全面積は1,785.76平方マイル (4,625.1 km2)であり、このうち陸地は1,770.99平方マイル (4,586.8 km2)、水域は14.76平方マイル (38.2 km2)で水域率は0.83％である。

### 隣接する郡
- シャイアン郡 - 北
- グリーリー郡 (カンザス州) - 東
- ベント郡 - 南
- プロワーズ郡 - 南
- オテロ郡 - 南西
- クロウリー郡 - 西
- リンカーン郡 - 北西

## 人口動態
以下は2000年の国勢調査による人口統計データである。
| 基礎データ - 人口: 1,622人 - 世帯数: 665 世帯 - 家族数: 452 家族 - 人口密度: 0人/km2（1人/mi2） - 住居数: 817軒 - 住居密度: 0軒/km5（0/mi2） 人種別人口構成 - 白人: 96.12% - アフリカン・アメリカン: 0.49% - ネイティブ・アメリカン: 1.11% - 太平洋諸島系: 0.06% - その他の人種: 1.42% - 混血: 0.80% - ヒスパニック・ラテン系: 3.14% 年齢別人口構成 - 18歳未満: 25.9% - 18-24歳: 7.3% - 25-44歳: 24.7% - 45-64歳: 24.6% - 65歳以上: 17.6% - 年齢の中央値: 40歳 - 性比（女性100人あたり男性の人口） - 総人口: 100.0 - 18歳以上: 97.4 | 世帯と家族（対世帯数） - 18歳未満の子供がいる: 28.9% - 結婚・同居している夫婦: 57.6% - 未婚・離婚・死別女性が世帯主: 6.6% - 非家族世帯: 32.0% - 単身世帯: 29.8% - 65歳以上の老人1人暮らし: 15.2% - 平均構成人数 - 世帯: 2.40人 - 家族: 2.97人 収入と家計 - 収入の中央値 - 世帯: 30,494米ドル - 家族: 35,536米ドル - 性別 - 男性: 26,136米ドル - 女性: 18,897米ドル - 人口1人あたり収入: 16,382米ドル - 貧困線以下 - 対人口: 12.2% - 対家族数: 9.6% - 18歳未満: 11.5% - 65歳以上: 13.8% |

郡内人口の6％以上がクエーカー教徒であり、郡内最大の信徒数を持つ宗派になっている。

## 都市と町
- アーリントン、およびハスウェル
- ブランドン
- チヴィントン
- イーズ - 郡庁所在地
- ハスウェル
- シェリダンレイク
- タウナー

## 国立史跡
- サンドクリークの虐殺国立歴史史跡

## 大陸横断自転車道
- トランスアメリカ・トレイル自転車道